# Fuddle duddle
En la historia política de Canadá, se conoce como fuddle duddle al incidente ocurrido el 16 de febrero de 1971, cuando se alegó que el entonces Primer ministro, Pierre Trudeau, habló o -al menos pronunció- lo que se conoce como "lenguaje no parlamentario" en la Cámara de los Comunes, lo que daría lugar a severas críticas. Trudeau mencionó las palabras "fuddle duddle" en una respuesta ambigua a las preguntas sobre lo que pudo haber dicho o no en el Parlamento.
En febrero de 1971, los parlamentarios de la oposición acusaron a Trudeau de haberles pronunciado "vete a la mierda" en plena Cámara de los Comunes. Después de que los reporteros de televisión le presionaran sobre el asunto, Trudeau declaró que solamente había movido los labios, respondiendo a la pregunta: "¿En qué estabas pensando cuando moviste los labios?" al preguntar retóricamente a cambio "¿Cuál es la naturaleza de sus pensamientos, caballeros, cuando dicen 'fuddle duddle' o algo así? ¡Dios, muchachos!".

## Origen
Pierre Trudeau pudo haber acuñado la frase en la Cámara. No ganó una amplia difusión a largo plazo ni entró en la mayoría de los diccionarios de inglés canadiense que no sean el Canadian Oxford Dictionary.

## Cobertura mediática
La siguiente es una transcripción no oficial del clip de la CBC:

John Lundrigan: La pregunta que planteé al Muy Honorable Primer Ministro de Canadá fue que el gobierno debería introducir algunos programas nuevos para aliviar la carga del desempleo por encima de lo que se ha anunciado desde marzo pasado. El Primer Ministro me interrumpió de una manera que no se esperaría en la calle, pronunciando una obscenidad de cuatro letras que lo reté a que dejara constancia verbalmente y no creo que lo haya hecho desde entonces. Y ciertamente no esperaba este tipo de comportamiento de mi Primer Ministro de Canadá, habiendo adorado y realmente adorado a hombres como John Diefenbaker y el Sr. Pearson y muchas otras personas en el pasado. Esto para mí es realmente imperdonable y, bueno, supongo que tendremos que sonreír y soportarlo.

Lincoln Alexander: Articuló dos palabras, la primera palabra de la cual comenzaba con F y la segunda palabra de la cual comenzaba con O. Y se lo dijo dos veces a John Lundrigan, el miembro de Gander-Twillingate, y también le dijo lo mismo a a mí. Ahora creo que hemos llegado a un punto en el que este tipo de conducta no solo es vergonzoso sino inaceptable, y traté de aclarar ese punto. Ahora, por supuesto, el Primer Ministro quiere dividir los pelos y afirma que no lo dijo, pero cuando lo pronunció, pude reconocer fácilmente lo que dijo y lo que quiso decir.
Pierre Trudeau: Bueno, ¿qué son, lectores de labios o algo así?
Prensa: ¿Usted…?
Pierre Trudeau: Por supuesto que no dije nada. Quiero decir que eso es un...
Prensa: ¿Hablaste algo?
Pierre Trudeau: Moví mis labios y usé mis manos en un gesto de burla, sí. Pero no dije nada. Si estos tipos quieren leer los labios y quieren ver algo en ellos, sabes que ese es su problema. Creo que son muy sensibles. Vienen a la Casa y hacen todo tipo de acusaciones, y como les sonrío con desdén salen pisoteando y qué, van llorando a mamá o a la televisión que los han insultado o algo?
Pierre Trudeau: Bueno, es mentira, porque no dije nada.
Prensa: Señor, ¿lo dijo en la boca?
Pierre Trudeau: [visiblemente molesto] ¿Qué significa "boca"?
Prensa: Mueve tus labios.
Pierre Trudeau: ¿Mueve tus labios? ¡Sí, moví mis labios!
Prensa: ¿En las palabras que ha dicho usted?
Pierre Trudeau: [nedio sonriente] No.
Prensa: (Después de murmullos de otra prensa) ¿En qué estabas pensando... cuando moviste los labios?
Pierre Trudeau: ¿Cuál es la naturaleza de sus pensamientos, caballeros, cuando dicen "fuddle duddle" o algo así? ¡Dios, muchachos...! [se aleja].

## En la cultura popular
A inicios de los años setenta, existió una revista satírica de corta duración llamada Fuddle Duddle, que aspiraba a ser el equivalente canadiense de la revista Mad. Sin embargo, únicamente tuvo cinco números antes de que cesara la publicación.
Al menos dos canciones relacionadas con el incidente se lanzaron como sencillos récord y ocuparon los lugares más bajos de las listas canadienses. "Fuddle Duddle" de Antique Fair fue escrita por Greg Hambleton y lanzada en el sello del martes a través de Quality Records, alcanzando el puesto 68 en la lista nacional de RPM. Por su parte, "Do the Fuddle Duddle" fue escrita por Gary Alles, interpretada por The House of Commons y publicada en GRT Records, alcanzando el puesto 82 en la tabla de RPM. Los miembros del grupo más tarde ayudaron a formar el exitoso grupo canadiense Dr. Music.
La canción "Vancouver Town '71" de Rolf Harris también menciona cómo el petróleo de Alaska podría "dejar nuestra costa completamente enredada".